# Lepidanthrax sonorensis
Lepidanthrax sonorensis är en tvåvingeart som beskrevs av Hall 1976. Lepidanthrax sonorensis ingår i släktet Lepidanthrax och familjen svävflugor. Inga underarter finns listade i Catalogue of Life.